# Провадийско плато
Провадийското плато е плато в Североизточна България, Източната Дунавска равнина, области Шумен и Варна.
Провадийското плато се издига в южната част на Източната Дунавска равнина, като представлява изпъкнала на север дъга и включва Мадарското плато на север и Кривненското плато на изток. Тази голяма дъга, дълга около 27 км и широка до 15 км, се простира между долините на Провадийска река на север, североизток и изток, и десния ѝ приток Мътнишка река на северозапад. В този участък склоновете на платото са стръмни, на места отвесни, короновани от варовити откоси с карстови форми. Двете реки отделят платото от Плисковското поле на север и северозапад, платото Стана на североизток и Добринското плато на изток – Провадийския пролом. На запад Провадийското плато се спуска също със стръмни откоси към Смядовското поле, отводнявано в този участък от Стара река (ляв приток на Голяма Камчия). На юг и югоизток склоновете на платото са полегати и се спускат плавно към Синделското поле, отводнявано в тази си част от река Главница (Аннадере, десен приток на Провадийска река). На югозапад Провадийското плато се свързва с Роякското плато чрез ниската Друмевска седловина, през която преминава третокласен път № 731 от Държавната пътна мрежа между селата Вехтово и Друмево.
Ако се приеме, че Мадарското плато е част от Провадийското плато, то най-високата точка е връх Двете могили (429,8 м) в Мадарското плато, а ако то се изключи – най-високата точка на Провадийското плато е връх Сакартепе (388,6 м), разположен в югозападната му част, на 2 км северозападно от село Костена река.
Провадийското плато е изградено от горнокредни варовици, припокрити на юг с еоценски пясъчници и делувиални наслаги.
Климатът е умерено-континентален със сравнително студена зима и топло лято. Почвите са черноземни и сиви горски, заети около 50% с нискостеблени гори от габър и цер, силно антроположки променени. Източната, по-ниска част на платото, е заета от обработваеми земи.
По самото плато няма населени места, но в неговите подножия са разположени 12 населени места, в т.ч. 2 града и 10 села:
- Област Варна
- Община Провадия – Кривня, Неново, Провадия, Равна;

- Община Девня – Девня;

- Област Шумен

- Община Каспичан – Косово, Марково;
- Община Шумен – Вехтово, Друмево, Кладенец, Костена река, Овчарово.

По долината на Провадийска река и притока ѝ Мътнишка река, по северното и източното подножие на платото преминава участък от трасето на жп линиите София – Варна и Русе – Варна.

## Топографска карта
- Лист от карта K-35-31. Мащаб: 1 : 100 000.